# 노장불패
《노장불패》(老壯不敗)는 KBS대전방송총국에서 제작 · 방송한 노년층 대상 예능 프로그램이다.

## 기획 의도
- 상대적으로 소외된 농어촌지역 어르신들의 열정과 패기를 담아낸 충청남도의 지역밀착형 프로그램이다.
- 마을 소개와 감동 사연을 사전 촬영 영상으로 전하며, 지역 시청자들의 적극적인 참여와 호응을 유도해 지역민들과의 소통을 중요시하고 승부가 아닌 웃음과 협동이 넘치는 마을화합 프로그램을 지향하였다.

## 방영 일시
| 방영 채널   | 방영일                            | 방영 시간                       | 비고                |
| ----------- | --------------------------------- | ------------------------------- | ------------------- |
| KBS대전 1TV | 2009년 4월 26일 ~ 2012년 7월 22일 | 일요일 오전 8시 10분 ~ 9시      | 범 충남권 자체 방송 |
| KBS대전 1TV | 2012년 8월 2일 ~ 2013년 4월 4일   | 목요일 오후 7시 30분 ~ 8시 25분 | 범 충남권 자체 방송 |
| KBS대전 1TV | 2013년 4월 10일 ~ 2016년 4월 6일  | 수요일 오후 7시 30분 ~ 8시 25분 | 범 충남권 자체 방송 |
| KBS대전 1TV | 2016년 4월 27일 ~ 2017년 2월 8일  | 수요일 오후 7시 35분 ~ 8시 25분 | 범 충남권 자체 방송 |
| KBS본사 1TV | 2011년 1월 6일 ~ 3월 31일         | 목요일 오후 4시 10분 ~ 5시      | 전국 방송           |
| KBS본사 1TV | 2011년 7월 1일 ~ 12월 30일        | 금요일 오후 4시 10분 ~ 5시      | 전국 방송           |
| KBS본사 1TV | 2016년 4월 3일 ~ 2017년 2월 12일  | 일요일 오전 5시 5분 ~ 6시       | 전국 방송           |
| KBS본사 2TV | 2010년 5월 11일 ~ 8월 3일         | 화요일 오후 2시 ~ 2시 55분      | 전국 방송           |
| KBS본사 2TV | 2010년 11월 15일 ~ 12월 27일      | 월요일 오후 2시 ~ 2시 55분      | 전국 방송           |
| KBS본사 2TV | 2012년 1월 7일 ~ 2012년 12월 30일 | 토요일 오전 6시 ~ 6시 50분      | 전국 방송           |
| KBS본사 2TV | 2013년 1월 5일 ~ 2014년 12월 27일 | 토요일 오전 6시 ~ 7시           | 전국 방송           |

## 코너
- 뚜껑을 열어라
- 찰떡 콩떡 스피드 퀴즈
- 네 마음을 보여줘
- 잘 안들려유
- 줄줄이 운동회
- 도전 노장별곡
- 그려유 맞혀유
- 전화쇼 행운을 드립니다
- 건강 실버벨
- 고향에서 온 편지
- 마을소개 홈카메라
- 노장일기

### 종영 코너
- 딩동댕 노래방
- 내 짝꿍을 찾아라
- 물동이를 이고 달려라
- 박을 터뜨려라
- 몸으로 말해유

## 방영 목록

### 2009년
| 회차 | 방영일    | 참가자                                           |
| ---- | --------- | ------------------------------------------------ |
| 1회  | 4월 26일  | 아산시 염치읍 백암리 · 방현리 주민 일동          |
| 2회  | 5월 3일   | 아산시 염치읍 백암리 · 방현리 주민 일동          |
| 3회  | 5월 10일  | 논산시 벌곡면 어곡리 · 만목리 주민 일동          |
| 4회  | 5월 17일  | 논산시 벌곡면 어곡리 · 만목리 주민 일동          |
| 5회  | 5월 31일  | 금산군 제원면 제원리 · 대산리 주민 일동          |
| 6회  | 6월 7일   | 금산군 제원면 제원리 · 대산리 주민 일동          |
| 7회  | 6월 14일  | 예산군 대술면 마전리 · 농리 주민 일동            |
| 8회  | 6월 21일  | 예산군 대술면 마전리 · 농리 주민 일동            |
| 9회  | 6월 28일  | 부여군 은산면 거전리 · 장벌리 주민 일동          |
| 10회 | 7월 5일   | 부여군 은산면 거전리 · 장벌리 주민 일동          |
| 11회 | 7월 12일  | 청양군 대치면 광금리 · 장곡리 주민 일동          |
| 12회 | 7월 19일  | 청양군 대치면 광금리 · 장곡리 주민 일동          |
| 13회 | 7월 26일  | 서천군 서면 마량리 · 홍원리 주민 일동            |
| 14회 | 8월 2일   | 서천군 서면 마량리 · 홍원리 주민 일동            |
| 15회 | 8월 9일   | 당진시 신평면 매산리 · 부수리 주민 일동          |
| 16회 | 8월 16일  | 당진시 신평면 매산리 · 부수리 주민 일동          |
| 17회 | 8월 30일  | 대전광역시 동구 직동 · 효평동 주민 일동          |
| 18회 | 9월 6일   | 대전광역시 동구 직동 · 효평동 주민 일동          |
| 19회 | 9월 13일  | 태안군 안면읍 정당리 · 창기리 주민 일동          |
| 20회 | 9월 20일  | 태안군 안면읍 정당리 · 창기리 주민 일동          |
| 21회 | 9월 27일  | 세종특별자치시 금남면 영곡리 · 성덕리 주민 일동  |
| 22회 | 10월 11일 | 세종특별자치시 금남면 영곡리 · 성덕리 주민 일동  |
| 23회 | 10월 18일 | 공주시 정안면 문천리 · 월산리 주민 일동          |
| 24회 | 10월 25일 | 공주시 정안면 문천리 · 월산리 주민 일동          |
| 25회 | 11월 8일  | 아산시 인주면 · 송악면 주민 일동                 |
| 26회 | 11월 15일 | 아산시 인주면 · 송악면 주민 일동                 |
| 27회 | 11월 22일 | 서천군 한산면 용산리 · 화곡리 주민 일동          |
| 28회 | 11월 29일 | 서천군 한산면 용산리 · 화곡리 주민 일동          |
| 29회 | 12월 6일  | 부여군 남면 대선리 북촌마을 · 남촌마을 주민 일동 |
| 30회 | 12월 13일 | 부여군 남면 대선리 북촌마을 · 남촌마을 주민 일동 |
| 31회 | 12월 20일 | 논산시 양촌면 오산리 오미마을 · 상리마을 일동    |
| 32회 | 12월 27일 | 논산시 양촌면 오산리 오미마을 · 상리마을 일동    |

### 2010년
| 회차 | 방영일    | 참가자                                                    |
| ---- | --------- | --------------------------------------------------------- |
| 33회 | 1월 3일   | 아산시 방축동 · 실옥동 주민 일동                          |
| 34회 | 1월 10일  | 아산시 방축동 · 실옥동 주민 일동                          |
| 35회 | 1월 17일  | 당진시 고대면 당진포리 · 성산리 주민 일동                 |
| 36회 | 1월 24일  | 당진시 고대면 당진포리 · 성산리 주민 일동                 |
| 37회 | 1월 31일  | 예산군 고덕면 용리 · 구만리 주민 일동                     |
| 38회 | 2월 7일   | 예산군 고덕면 용리 · 구만리 주민 일동                     |
| 39회 | 2월 21일  | 대전광역시 중구 무수동 · 어남동 주민 일동                 |
| 40회 | 3월 7일   | 공주시 사곡면 해월리 · 고당리 주민 일동                   |
| 41회 | 3월 14일  | 공주시 사곡면 해월리 · 고당리 주민 일동                   |
| 42회 | 3월 21일  | 보령시 성주면 성주리 · 개화리 주민 일동                   |
| 43회 | 4월 25일  | 보령시 성주면 성주리 · 개화리 주민 일동                   |
| 44회 | 5월 2일   | 청양군 청양읍 적누리 · 정좌리 주민 일동                   |
| 45회 | 5월 9일   | 청양군 청양읍 적누리 · 정좌리 주민 일동                   |
| 46회 | 5월 16일  | 논산시 광석면 이사리 · 왕전리 주민 일동                   |
| 47회 | 5월 23일  | 논산시 광석면 이사리 · 왕전리 주민 일동                   |
| 48회 | 6월 6일   | 세종특별자치시 연서면 월하리 · 쌍전리 주민 일동           |
| 49회 | 6월 13일  | 세종특별자치시 연서면 월하리 · 쌍전리 주민 일동           |
| 50회 | 6월 20일  | 보령시 웅천읍 대창리 · 대천리 주민 일동                   |
| 51회 | 6월 27일  | 공주시 사곡면 운정리 · 구암리 주민 일동                   |
| 52회 | 7월 4일   | 공주시 사곡면 운정리 · 구암리 주민 일동                   |
| 53회 | 7월 11일  | 예산군 신양면 불원리 · 귀곡리 주민 일동                   |
| 54회 | 7월 18일  | 예산군 신양면 불원리 · 귀곡리 주민 일동                   |
| 55회 | 7월 25일  | 홍성군 서부면 판교리 판교마을 · 수룡동마을 주민 일동      |
| 56회 | 8월 1일   | 홍성군 서부면 판교리 판교마을 · 수룡동마을 주민 일동      |
| 57회 | 8월 8일   | 부여군 양화면 입포리 · 수원리 주민 일동                   |
| 58회 | 8월 15일  | 부여군 양화면 입포리 · 수원리 주민 일동                   |
| 59회 | 8월 22일  | 서천군 서면 도둔리 · 요포마을 · 공정마을 어촌계 주민 일동 |
| 60회 | 8월 29일  | 서천군 서면 도둔리 · 요포마을 · 공정마을 어촌계 주민 일동 |
| 61회 | 9월 5일   | 세종특별자치시 연서면 쌍류리 · 용암리 주민 일동           |
| 62회 | 9월 12일  | 세종특별자치시 연서면 쌍류리 · 용암리 주민 일동           |
| 63회 | 9월 19일  | 아산시 온천동 · 용화동 주민 일동                          |
| 64회 | 9월 26일  | 아산시 온천동 · 용화동 주민 일동                          |
| 65회 | 10월 3일  | 금산군 진산면 두지리 · 묵산리 주민 일동                   |
| 66회 | 10월 10일 | 금산군 진산면 두지리 · 묵산리 주민 일동                   |
| 67회 | 10월 17일 | 논산시 노성면 성재동마을 · 만화동마을 주민 일동           |
| 68회 | 10월 24일 | 논산시 노성면 성재동마을 · 만화동마을 주민 일동           |
| 69회 | 10월 31일 | 서천군 한산면 · 부여군 양화면 주민 일동                   |
| 70회 | 11월 7일  | 서천군 한산면 · 부여군 양화면 주민 일동                   |
| 71회 | 11월 14일 | 보령시 미산면 도화담리 · 봉성리 주민 일동                 |
| 72회 | 11월 21일 | 보령시 미산면 도화담리 · 봉성리 주민 일동                 |
| 73회 | 12월 5일  | 서산시 고북면 용암리 · 사기리 주민 일동                   |
| 74회 | 12월 12일 | 서산시 고북면 용암리 · 사기리 주민 일동                   |
| 75회 | 12월 19일 | 천안시 서북구 입장면 도림리 · 기로리 주민 일동            |
| 76회 | 12월 26일 | 천안시 서북구 입장면 도림리 · 기로리 주민 일동            |

### 2011년
| 회차  | 방영일    | 참가자                                                |
| ----- | --------- | ----------------------------------------------------- |
| 77회  | 1월 2일   | 신년기획 - 노장은 살아있다                            |
| 78회  | 1월 9일   | 홍성군 서부면 판교리 · 논산시 노성면 하도리 주민 일동 |
| 79회  | 1월 16일  | 홍성군 서부면 판교리 · 논산시 노성면 하도리 주민 일동 |
| 80회  | 1월 23일  | 대전광역시 동구 · 서구 주민 일동                      |
| 81회  | 1월 30일  | 대전광역시 동구 · 서구 주민 일동                      |
| 82회  | 2월 13일  | 대전광역시 중구 · 유성구 주민 일동                    |
| 83회  | 2월 20일  | 대전광역시 중구 · 유성구 주민 일동                    |
| 84회  | 2월 27일  | 공주시 우성면 내산리 아랫뜰마을 · 윗뜰마을 주민 일동  |
| 85회  | 3월 6일   | 공주시 우성면 내산리 아랫뜰마을 · 윗뜰마을 주민 일동  |
| 86회  | 3월 13일  | 금산군 제원면 · 군북면 주민 일동                      |
| 87회  | 3월 20일  | 금산군 제원면 · 군북면 주민 일동                      |
| 88회  | 3월 27일  | 세종특별자치시 조치원읍 봉산리 · 명리 주민 일동       |
| 89회  | 4월 3일   | 세종특별자치시 조치원읍 봉산리 · 명리 주민 일동       |
| 90회  | 4월 10일  | 예산군 덕산면 둔리 주민 일동                          |
| 91회  | 4월 24일  | 예산군 덕산면 둔리 주민 일동                          |
| 92회  | 5월 1일   | 아산시 읍내동 주민 일동                               |
| 93회  | 5월 8일   | 아산시 읍내동 주민 일동                               |
| 94회  | 5월 15일  | 공주시 유구읍 명곡리 주민 일동                        |
| 95회  | 5월 22일  | 공주시 유구읍 명곡리 주민 일동                        |
| 96회  | 5월 29일  | 부여군 임천면 칠산리 주민 일동                        |
| 97회  | 6월 5일   | 부여군 임천면 칠산리 주민 일동                        |
| 98회  | 6월 12일  | 보령시 오천면 소성리 주민 일동                        |
| 99회  | 6월 19일  | 보령시 오천면 소성리 주민 일동                        |
| 100회 | 6월 26일  | 서산시 온석동 주민 일동                               |
| 101회 | 7월 3일   | 서산시 온석동 주민 일동                               |
| 102회 | 7월 10일  | 청양군 장평면 화산리 꽃뫼마을 주민 일동               |
| 103회 | 7월 17일  | 청양군 장평면 화산리 꽃뫼마을 주민 일동               |
| 104회 | 7월 24일  | 대전광역시 유성구 노은동 주민 일동                    |
| 105회 | 7월 31일  | 대전광역시 유성구 노은동 주민 일동                    |
| 106회 | 8월 7일   | 대전광역시 대덕구 주민 일동                           |
| 107회 | 8월 14일  | 대전광역시 대덕구 주민 일동                           |
| 108회 | 8월 21일  | 천안시 서북구 백석동 주민 일동                        |
| 109회 | 8월 28일  | 천안시 서북구 백석동 주민 일동                        |
| 110회 | 9월 4일   | 계룡시 엄사면 엄사리 주민 일동                        |
| 111회 | 9월 11일  | 계룡시 엄사면 엄사리 주민 일동                        |
| 112회 | 9월 18일  | 대전시 유성구 성북동 주민 일동                        |
| 113회 | 9월 25일  | 대전시 유성구 성북동 주민 일동                        |
| 114회 | 10월 2일  | 아산시 좌부동 주민 일동                               |
| 115회 | 10월 9일  | 아산시 좌부동 주민 일동                               |
| 116회 | 10월 16일 | 홍성군 서부면 상황리 속동마을 주민 일동               |
| 117회 | 12월 23일 | 홍성군 서부면 상황리 속동마을 주민 일동               |
| 118회 | 11월 13일 | 천안시 수신면 해정리 주민 일동                        |
| 119회 | 11월 20일 | 천안시 수신면 해정리 주민 일동                        |
| 120회 | 11월 27일 | 세종특별자치시 연동면 응암리 주민 일동                |
| 121회 | 12월 4일  | 세종특별자치시 연동면 응암리 주민 일동                |
| 122회 | 12월 11일 | 금산군 부리면 평촌리 주민 일동                        |
| 123회 | 12월 18일 | 금산군 부리면 평촌리 주민 일동                        |

### 2012년
| 회차  | 방영일    | 참가자                                                                |
| ----- | --------- | --------------------------------------------------------------------- |
| 124회 | 1월 8일   | 공주시 신풍면 대룡리 주민 일동                                        |
| 125회 | 1월 15일  | 공주시 신풍면 대룡리 주민 일동                                        |
| 126회 | 1월 29일  | 부여군 외산면 반교리 주민 일동                                        |
| 127회 | 2월 5일   | 부여군 외산면 반교리 주민 일동                                        |
| 128회 | 2월 12일  | 서산시 인지면 모월리 주민 일동                                        |
| 129회 | 2월 19일  | 서산시 인지면 모월리 주민 일동                                        |
| 130회 | 2월 26일  | 금산군 복수면 용진리 주민 일동                                        |
| 131회 | 3월 4일   | 금산군 복수면 용진리 주민 일동                                        |
| 132회 | 3월 11일  | 서산시 수석동 주민 일동                                               |
| 133회 | 3월 18일  | 서산시 수석동 주민 일동                                               |
| 133회 | 3월 25일  | 논산시 가야곡면 육곡리 주민 일동                                      |
| 134회 | 4월 1일   | 논산시 가야곡면 육곡리 주민 일동                                      |
| 135회 | 4월 15일  | 서천군 화양면 월산리 주민 일동                                        |
| 136회 | 4월 22일  | 서천군 화양면 월산리 주민 일동                                        |
| 137회 | 4월 29일  | 천안시 동남구 북면 양곡리 주민 일동                                   |
| 138회 | 5월 6일   | 천안시 동남구 북면 양곡리 주민 일동                                   |
| 139회 | 5월 13일  | 부여군 세도면 동사리 주민 일동                                        |
| 140회 | 5월 20일  | 부여군 세도면 동사리 주민 일동                                        |
| 141회 | 5월 27일  | 태안군 안면읍 중장리 주민 일동                                        |
| 142회 | 6월 3일   | 태안군 안면읍 중장리 주민 일동                                        |
| 143회 | 6월 10일  | 홍성군 결성면 읍내리 주민 일동                                        |
| 144회 | 6월 17일  | 홍성군 결성면 읍내리 주민 일동                                        |
| 145회 | 6월 24일  | 논산시 채운면 우기리 주민 일동                                        |
| 146회 | 7월 1일   | 논산시 채운면 우기리 주민 일동                                        |
| 147회 | 7월 8일   | 공주시 정안면 대산리 주민 일동                                        |
| 148회 | 7월 22일  | 공주시 정안면 대산리 주민 일동                                        |
| 149회 | 8월 2일   | 서산시 해미면 읍내리 주민 일동                                        |
| 150회 | 8월 9일   | 서산시 해미면 읍내리 주민 일동                                        |
| 151회 | 8월 16일  | 논산시 강경읍 황산리 주민 일동                                        |
| 152회 | 8월 23일  | 논산시 강경읍 황산리 주민 일동                                        |
| 153회 | 9월 6일   | 금산군 복수면 구례리 주민 일동                                        |
| 154회 | 9월 13일  | 금산군 복수면 구례리 주민 일동                                        |
| 155회 | 9월 20일  | 충남 당진시 시곡동 주민 일동                                          |
| 156회 | 9월 27일  | 충남 당진시 시곡동 주민 일동                                          |
| 157회 | 10월 4일  | 아산시 이 · 통장 협의회원 일동 아산시청 직원 일동                     |
| 158회 | 10월 11일 | 아산시 이 · 통장 협의회원 일동 아산시청 직원 일동                     |
| 159회 | 10월 18일 | 예산군 광시면 노전리 주민 일동 국민건강보험공단 직원 일동             |
| 160회 | 10월 25일 | 예산군 광시면 노전리 주민 일동 국민건강보험공단 직원 일동             |
| 161회 | 11월 1일  | 보령시 오천면 외연도 주민 일동                                        |
| 162회 | 11월 8일  | 보령시 오천면 외연도 주민 일동                                        |
| 163회 | 11월 15일 | 부여군 장암면 원문리 송죽마을 주민 일동                               |
| 164회 | 11월 22일 | 부여군 장암면 원문리 송죽마을 주민 일동                               |
| 165회 | 11월 29일 | 태안군 근흥면 가의도 주민 일동 제주특별자치도 제주시 우도면 주민 일동 |
| 166회 | 12월 6일  | 태안군 근흥면 가의도 주민 일동 제주특별자치도 제주시 우도면 주민 일동 |
| 167회 | 12월 13일 | 공주시 유구읍 동해리 주민 일동                                        |
| 168회 | 12월 20일 | 공주시 유구읍 동해리 주민 일동                                        |
| 169회 | 12월 27일 | 다시보고 싶은 마을 베스트 4                                           |

### 2013년
| 회차  | 방영일    | 참가자                                                                          |
| ----- | --------- | ------------------------------------------------------------------------------- |
| 170회 | 1월 3일   | 카레이스키 - 나의 살던 고향은                                                   |
| 171회 | 1월 10일  | 우즈베키스탄 고려인 일동 우즈베키스탄 한국교민회원 일동                         |
| 172회 | 1월 17일  | 신년특집 - 고려인 노래 한마당                                                   |
| 173회 | 1월 24일  | 천안시 동남구 풍세면 남관리 주민 일동 풍세면 이장단원 일동                      |
| 174회 | 1월 31일  | 천안시 동남구 풍세면 남관리 주민 일동 풍세면 이장단원 일동                      |
| 175회 | 2월 7일   | 내포신도시 주민 일동 충청남도청 직원 일동                                       |
| 176회 | 2월 14일  | 내포신도시 주민 일동 충청남도청 직원 일동                                       |
| 177회 | 2월 21일  | 청양군 정산면 대박리 주민 일동 강원도 강릉시 강동면 모전리 주민 일동            |
| 178회 | 2월 28일  | 청양군 정산면 대박리 주민 일동 강원도 강릉시 강동면 모전리 주민 일동            |
| 179회 | 3월 7일   | 논산시 부적면 마구평리 주민 일동 한국방송공사 임직원 일동                       |
| 180회 | 3월 14일  | 논산시 부적면 마구평리 주민 일동 한국방송공사 임직원 일동                       |
| 181회 | 3월 21일  | 서천군 종천면 장구리 주민 일동 충청지방우정청 집배원 일동                       |
| 182회 | 3월 28일  | 서천군 종천면 장구리 주민 일동 충청지방우정청 집배원 일동                       |
| 183회 | 4월 4일   | 홍성군 갈산면 신안리 구성마을 주민 일동 홍성군립무용단원 일동                   |
| 184회 | 4월 11일  | 홍성군 갈산면 신안리 구성마을 주민 일동 홍성군립무용단원 일동                   |
| 185회 | 4월 18일  | 금산군 진산면 부암리 주민 일동 전라남도 구례군 문척면 죽마리 죽연마을 주민 일동 |
| 186회 | 4월 24일  | 금산군 진산면 부암리 주민 일동 전라남도 구례군 문척면 죽마리 죽연마을 주민 일동 |
| 187회 | 5월 1일   | 논산시 광석면 갈산리 주민 일동                                                  |
| 188회 | 5월 8일   | 논산시 광석면 갈산리 주민 일동                                                  |
| 189회 | 5월 15일  | 당진시 순성면 백석리 주민 일동                                                  |
| 190회 | 5월 22일  | 당진시 순성면 백석리 주민 일동                                                  |
| 191회 | 5월 29일  | 아산시 송악면 강당리 주민 일동                                                  |
| 192회 | 6월 5일   | 아산시 송악면 강당리 주민 일동                                                  |
| 193회 | 6월 12일  | 부여군 부여읍 정동리 부여기와마을 주민 일동                                     |
| 194회 | 6월 19일  | 부여군 부여읍 정동리 부여기와마을 주민 일동                                     |
| 195회 | 6월 26일  | 청양군 대치면 주정리 주민 일동                                                  |
| 196회 | 7월 3일   | 청양군 대치면 주정리 주민 일동                                                  |
| 197회 | 7월 10일  | 공주시 우성면 봉현리 주민 일동                                                  |
| 198회 | 7월 17일  | 공주시 우성면 봉현리 주민 일동                                                  |
| 199회 | 7월 24일  | 서산시 대산읍 운산리 회포마을 주민 일동                                         |
| 200회 | 7월 31일  | 서산시 대산읍 운산리 회포마을 주민 일동                                         |
| 201회 | 8월 7일   | 예산군 예산읍 궁평리 주민 일동                                                  |
| 202회 | 8월 14일  | 예산군 예산읍 궁평리 주민 일동                                                  |
| 203회 | 8월 21일  | 공주시 사곡면 계실리 주민 일동                                                  |
| 204회 | 8월 28일  | 공주시 사곡면 계실리 주민 일동                                                  |
| 205회 | 9월 4일   | 논산시 성동면 우곤리 주민 일동                                                  |
| 206회 | 9월 11일  | 논산시 성동면 우곤리 주민 일동                                                  |
| 207회 | 9월 25일  | 부여군 규암면 진변리 주민 일동                                                  |
| 208회 | 10월 2일  | 부여군 규암면 진변리 주민 일동                                                  |
| 209회 | 10월 16일 | 당진시 송악읍 청금리 주민 일동                                                  |
| 210회 | 10월 23일 | 당진시 송악읍 청금리 주민 일동                                                  |
| 211회 | 10월 30일 | 예산군 고덕면 석곡리 주민 일동                                                  |
| 212회 | 11월 6일  | 예산군 고덕면 석곡리 주민 일동                                                  |
| 213회 | 11월 13일 | 논산시 양촌면 거사리 주민 일동                                                  |
| 214회 | 11월 20일 | 논산시 양촌면 거사리 주민 일동                                                  |
| 215회 | 11월 27일 | 청양군 운곡면 신대리 사자산마을 주민 일동                                       |
| 216회 | 12월 4일  | 청양군 운곡면 신대리 사자산마을 주민 일동                                       |
| 216회 | 12월 11일 | 충청북도 음성군 음성읍 용산리 주민 일동                                         |
| 217회 | 12월 18일 | 충청북도 음성군 음성읍 용산리 주민 일동                                         |
| 218회 | 12월 25일 | 논산시 광석면 사월리 주민 일동 (1부)                                            |

### 2014년
| 회차  | 방영일    | 참가자                                |
| ----- | --------- | ------------------------------------- |
| 219회 | 1월 1일   | 논산시 광석면 사월리 주민 일동 (2부)  |
| 220회 | 1월 8일   | 보령시 주산면 삼곡리 주민 일동        |
| 221회 | 1월 15일  | 보령시 주산면 삼곡리 주민 일동        |
| 222회 | 1월 29일  | 금산군 게이트볼 연합회원 일동         |
| 223회 | 2월 5일   | 금산군 게이트볼 연합회원 일동         |
| 224회 | 2월 12일  | 홍성군 금마면 월암리 주민 일동        |
| 225회 | 2월 19일  | 홍성군 금마면 월암리 주민 일동        |
| 226회 | 2월 26일  | 아산시 송악면 종곡리 주민 일동        |
| 227회 | 3월 5일   | 아산시 송악면 종곡리 주민 일동        |
| 228회 | 3월 12일  | 당진시 면천면 자개리 주민 일동        |
| 229회 | 3월 19일  | 당진시 면천면 자개리 주민 일동        |
| 230회 | 3월 26일  | 금산군 부리면 어재리 주민 일동        |
| 231회 | 4월 2일   | 금산군 부리면 어재리 주민 일동        |
| 232회 | 4월 9일   | 청양군 비봉면 용천리 주민 일동        |
| 233회 | 4월 30일  | 청양군 비봉면 용천리 주민 일동        |
| 234회 | 5월 7일   | 천안시 서북구 성거읍 삼곡리 주민 일동 |
| 235회 | 5월 14일  | 천안시 서북구 성거읍 삼곡리 주민 일동 |
| 236회 | 5월 21일  | 공주시 반포면 온천리 주민 일동        |
| 237회 | 5월 28일  | 공주시 반포면 온천리 주민 일동        |
| 238회 | 6월 11일  | 당진시 송산면 상거리 주민 일동        |
| 239회 | 6월 18일  | 당진시 송산면 상거리 주민 일동        |
| 240회 | 6월 25일  | 부여노인대학생 일동                   |
| 241회 | 7월 2일   | 부여노인대학생 일동                   |
| 242회 | 7월 9일   | 세종특별자치시 노인회원 일동          |
| 243회 | 7월 16일  | 세종특별자치시 노인회원 일동          |
| 244회 | 7월 23일  | 아산시 영인면 신봉리 주민 일동        |
| 245회 | 7월 30일  | 아산시 영인면 신봉리 주민 일동        |
| 246회 | 8월 6일   | 논산시 연산면 연산리 주민 일동        |
| 247회 | 8월 13일  | 논산시 연산면 연산리 주민 일동        |
| 248회 | 8월 20일  | 홍성군 게이트볼연합회원 일동          |
| 249회 | 8월 27일  | 홍성군 게이트볼연합회원 일동          |
| 250회 | 9월 3일   | 당진시 석문면 초락도리 주민 일동      |
| 251회 | 9월 10일  | 당진시 석문면 초락도리 주민 일동      |
| 252회 | 9월 17일  | 금산군 제원면 동곡리 주민 일동        |
| 253회 | 10월 8일  | 금산군 제원면 동곡리 주민 일동        |
| 254회 | 10월 15일 | 명장면 베스트                         |
| 255회 | 10월 22일 | 명장면 베스트                         |
| 256회 | 10월 29일 | 아산시 도고면 석당리 주민 일동        |
| 257회 | 11월 5일  | 아산시 도고면 석당리 주민 일동        |
| 258회 | 11월 12일 | 대전광역시 유성구 송정동 주민 일동    |
| 259회 | 11월 19일 | 대전광역시 유성구 송정동 주민 일동    |
| 260회 | 11월 26일 | 부여군 규암면 합송리 주민 일동        |
| 261회 | 12월 3일  | 부여군 규암면 합송리 주민 일동        |
| 262회 | 12월 10일 | 논산시 부적면 충곡리 주민 일동        |
| 263회 | 12월 17일 | 논산시 부적면 충곡리 주민 일동        |
| 264회 | 12월 24일 | 예산군 광시면 시목리 주민 일동 (1부)  |

### 2015년
| 회차  | 방영일    | 참가자                                 |
| ----- | --------- | -------------------------------------- |
| 265회 | 1월 7일   | 예산군 광시면 시목리 주민 일동 (2부)   |
| 266회 | 1월 14일  | 부여군 은산면 합수리 주민 일동         |
| 267회 | 1월 21일  | 부여군 은산면 합수리 주민 일동         |
| 268회 | 1월 28일  | 홍성군 금마면 인산리 주민 일동         |
| 269회 | 2월 4일   | 홍성군 금마면 인산리 주민 일동         |
| 270회 | 2월 11일  | 청양군 화성면 농암리 주민 일동         |
| 271회 | 2월 18일  | 청양군 화성면 농암리 주민 일동         |
| 272회 | 2월 25일  | 보령시 성주면 개화리 주민 일동         |
| 273회 | 3월 4일   | 보령시 성주면 개화리 주민 일동         |
| 274회 | 3월 11일  | 서산시 지곡면 중왕리 주민 일동         |
| 275회 | 3월 18일  | 서산시 지곡면 중왕리 주민 일동         |
| 276회 | 3월 25일  | 예산군 대흥면 금곡리 주민 일동         |
| 277회 | 4월 1일   | 예산군 대흥면 금곡리 주민 일동         |
| 278회 | 4월 8일   | 다시 보고 싶은 명장면                  |
| 279회 | 4월 15일  | 금산군 부리면 신촌리 주민 일동         |
| 280회 | 4월 22일  | 금산군 부리면 신촌리 주민 일동         |
| 281회 | 4월 29일  | 공주시 사곡면 부곡리 주민 일동         |
| 282회 | 5월 6일   | 공주시 사곡면 부곡리 주민 일동         |
| 283회 | 5월 13일  | 청양군 비봉면 양사리 주민 일동         |
| 284회 | 5월 20일  | 청양군 비봉면 양사리 주민 일동         |
| 285회 | 5월 27일  | 아산시 인주면 공세리 주민 일동         |
| 286회 | 6월 3일   | 아산시 인주면 공세리 주민 일동         |
| 287회 | 6월 10일  | 대전광역시 유성구 세동 주민 일동       |
| 288회 | 6월 17일  | 대전광역시 유성구 세동 주민 일동       |
| 289회 | 6월 24일  | 청양군 대치면 광금리 주민 일동         |
| 290회 | 7월 1일   | 청양군 대치면 광금리 주민 일동         |
| 291회 | 7월 8일   | 태안군 원북면 동해리 주민 일동         |
| 292회 | 7월 15일  | 태안군 원북면 동해리 주민 일동         |
| 293회 | 7월 22일  | 홍성군 장곡면 신동리 주민 일동         |
| 294회 | 7월 29일  | 홍성군 장곡면 신동리 주민 일동         |
| 295회 | 8월 5일   | 부여군 부여읍 군수리 주민 일동         |
| 296회 | 8월 19일  | 부여군 부여읍 군수리 주민 일동         |
| 297회 | 8월 26일  | 세종특별자치시 연서면 청라리 주민 일동 |
| 298회 | 9월 9일   | 세종특별자치시 연서면 청라리 주민 일동 |
| 299회 | 9월 23일  | 아산시 선장면 선창리 주민 일동         |
| 300회 | 10월 7일  | 아산시 선장면 선창리 주민 일동         |
| 301회 | 10월 14일 | 논산시 가야곡면 산노리 주민 일동       |
| 302회 | 10월 21일 | 논산시 가야곡면 산노리 주민 일동       |
| 303회 | 10월 28일 | 금산군 제원면 명암리 주민 일동         |
| 304회 | 11월 4일  | 금산군 제원면 명암리 주민 일동         |
| 305회 | 11월 11일 | 공주시 신풍면 대룡리 주민 일동         |
| 306회 | 11월 18일 | 공주시 신풍면 대룡리 주민 일동         |
| 307회 | 11월 25일 | 당진시 면천면 삼웅리 주민 일동         |
| 308회 | 12월 2일  | 당진시 면천면 삼웅리 주민 일동         |
| 309회 | 12월 9일  | 홍성군 홍북면 상하리 주민 일동         |
| 310회 | 12월 16일 | 홍성군 홍북면 상하리 주민 일동         |
| 311회 | 12월 23일 | 아산시 영인면 월선리 주민 일동         |
| 312회 | 12월 30일 | 아산시 영인면 월선리 주민 일동         |

### 2016년
| 회차  | 방영일    | 참가자                              |
| ----- | --------- | ----------------------------------- |
| 313회 | 1월 13일  | 논산시 은진면 남산리 주민 일동      |
| 314회 | 1월 20일  | 논산시 은진면 남산리 주민 일동      |
| 315회 | 1월 27일  | 서산시 석남동 주민 일동             |
| 316회 | 2월 3일   | 서산시 석남동 주민 일동             |
| 317회 | 2월 10일  | 대전광역시 중구 대흥동 주민 일동    |
| 318회 | 2월 17일  | 대전광역시 중구 대흥동 주민 일동    |
| 319회 | 2월 24일  | 금산군 금산읍 중도리 주민 일동      |
| 320회 | 3월 2일   | 금산군 금산읍 중도리 주민 일동      |
| 321회 | 3월 9일   | 서천군 화양면 화촌리 주민 일동      |
| 322회 | 3월 16일  | 서천군 화양면 화촌리 주민 일동      |
| 323회 | 3월 23일  | 천안시 동남구 동면 죽계리 주민 일동 |
| 324회 | 3월 30일  | 천안시 동남구 동면 죽계리 주민 일동 |
| 325회 | 4월 6일   | 다시보고 싶은 명장면                |
| 326회 | 4월 27일  | 논산시 강경읍 채운리 주민 일동      |
| 327회 | 5월 4일   | 논산시 강경읍 채운리 주민 일동      |
| 328회 | 5월 11일  | 대전광역시 유성구 금탄동 주민 일동  |
| 329회 | 5월 18일  | 대전광역시 유성구 금탄동 주민 일동  |
| 330회 | 5월 25일  | 예산군 봉산면 봉림리 주민 일동      |
| 331회 | 6월 1일   | 예산군 봉산면 봉림리 주민 일동      |
| 332회 | 6월 8일   | 금산군 복수면 용진리 주민 일동      |
| 333회 | 6월 15일  | 금산군 복수면 용진리 주민 일동      |
| 334회 | 6월 22일  | 부여군 세도면 귀덕리 주민 일동      |
| 335회 | 6월 29일  | 부여군 세도면 귀덕리 주민 일동      |
| 336회 | 7월 6일   | 상반기 결산                         |
| 337회 | 7월 13일  | 서천군 서면 도둔리 주민 일동        |
| 338회 | 7월 20일  | 서천군 서면 도둔리 주민 일동        |
| 339회 | 7월 27일  | 보령시 남포면 제석리 주민 일동      |
| 340회 | 8월 17일  | 보령시 남포면 제석리 주민 일동      |
| 341회 | 8월 24일  | 대전광역시 중구 산성동 주민 일동    |
| 342회 | 8월 31일  | 대전광역시 중구 산성동 주민 일동    |
| 343회 | 9월 7일   | 논산시 연무읍 소룡리 주민 일동      |
| 344회 | 9월 21일  | 논산시 연무읍 소룡리 주민 일동      |
| 345회 | 9월 28일  | 대전광역시 유성구 성북동 주민 일동  |
| 346회 | 10월 5일  | 대전광역시 유성구 성북동 주민 일동  |
| 347회 | 10월 12일 | 예산군 신암면 용궁리 주민 일동      |
| 348회 | 10월 19일 | 예산군 신암면 용궁리 주민 일동      |
| 349회 | 11월 2일  | 홍성군 은하면 대천리 주민 일동      |
| 350회 | 11월 9일  | 홍성군 은하면 대천리 주민 일동      |
| 351회 | 11월 16일 | 태안군 근흥면 가의도리 주민 일동    |
| 352회 | 11월 30일 | 태안군 근흥면 가의도리 주민 일동    |
| 353회 | 12월 7일  | 태안군 근흥면 가의도리 주민 일동    |
| 354회 | 12월 14일 | 태안군 근흥면 가의도리 주민 일동    |
| 355회 | 12월 21일 | 하반기 결산                         |

### 2017년
| 회차  | 방영일   | 참가자                                    |
| ----- | -------- | ----------------------------------------- |
| 356회 | 1월 4일  | 대전광역시 중구 산성동 · 대흥동 주민 일동 |
| 357회 | 1월 11일 | 대전광역시 중구 산성동 · 대흥동 주민 일동 |
| 358회 | 1월 18일 | 대전광역시 중구 산성동 · 대흥동 주민 일동 |
| 359회 | 1월 25일 | 공주시 정안면 어물리 주민 일동            |
| 360회 | 2월 1일  | 공주시 정안면 어물리 주민 일동            |
| 361회 | 2월 8일  | 9년 전설을 쓰다                           |